# Abdoulaye Dramé
Pour les articles homonymes, voir Dramé.
Abdoulaye Dramé, né en 1954 à Matam, est un  ingénieur agronome et un homme politique sénégalais, membre du Parti démocratique sénégalais (PDS), ancien président du conseil régional de la région de Matam, où il succède à Adama Sall et à Sada Ndiaye . Il était maire sortant, de cette commune quand il a été élu président du conseil régional.

## Carrière
Il est président du conseil régional de Matam jusqu'en juillet 2014.
Il est maire de Matam durant la législature précédente. Il s'est impliqué sur la question du développement durable en Afrique, notamment via le réseau NETS SAF
Il est conseiller technique à la SAED (Société d'aménagement et d'exploitation des terres du delta et du fleuve Sénégal et de la Falémé).

### Le conseil régional de Matam
La coopération décentralisée : en appoint à l’appui de l'État, elle joue un rôle de bras technique et d'aide financière vers les collectivités locales, dans des domaines aussi variés que l'éducation, la santé, l’hydraulique, etc.
Le conseil régional de Matam a conclu des accords de partenariat et de coopération avec plusieurs collectivités territoriales françaises (région Rhône-Alpes, Nord-Pas-de-Calais et département des Yvelines.
Ces collectivités financent, dans le cadre de ces accords, des projets à la mise en œuvre desquels le Conseil Régional de Matam apporte une contrepartie annuelle dont le montant est inscrit dans le budget de la région.
Ces programmes se déclinent comme suit :
- avec la région Nord-Pas-de-Calais[5],[6],[7]: En 2002, à la suite de la régionalisation du département de Matam, la région Nord-Pas-de-Calais a souhaité poursuivre sa coopération avec ce territoire. En 2008, un accord de coopération a été signé entre la région de Matam et la région Nord-Pas-de-Calais[8]. Un protocole de coopération (2009) signé avec la région de Matam porte sur plusieurs axes : appui institutionnel, développement durable et lutte contre la pauvreté. Divers projets sont en cours tels que le Plan régional de développement intégré (PRDI[9]), le Portail de la Région, projets pour lesquels la région Nord-Pas-de-Calais apporte un appui technique, logistique et financier. Un projet d'aménagement des bassins versants de Bokiladji est également à l'étude. La région de Matam, appuyée par celle du Nord-Pas-de-Calais a lancé en 2010 des actions sur le patrimoine culturel et artistique ; il s’agit notamment d'identifier des éléments du patrimoine matériel et immatériel de la région de Matam, ainsi que l'organisation du Festival régional de Matam (Fesrema.)
- avec la région Rhône-Alpes : en plus d'une participation significative à la réalisation du portail, la région Rhône-Alpes soutient les programmes tels que le Thiangol Mangol, la Maison des Énergies alternatives, le projet de Fonds d'appui aux initiatives locales (FAIL), le projet de sécurisation de l’élevage pastoral avec Agronomes et Vétérinaires sans frontière (AVSF) et le projet Thionokh. Ces opérations sont poursuivies, consolidées avec l'aide de la région Rhône-Alpes. Enfin, avec la construction l'hôpital de Matam (dont les travaux sont en cours en 2011), une coopération est envisagée entre cette formation hospitalière et le Centre hospitalier régional universitaire de Lille.
- avec le conseil général des Yvelines. Dans le cadre d'une Convention 2007-2008 conclue entre les deux collectivités, d'importantes opérations concernent les domaines de l'eau, de la santé et de l'éducation. On peut citer la réalisation de puits (Ourossogui), de construction, de réhabilitation et d'équipement d'écoles (Sinthiou Bamambé, Nguidjilone, Dondou, Léwé Dawadi, Tata Bathily), la construction et l'équipement de case de santé (Tata Bathily), ainsi que l'aménagement de la digue d'Ourossogui dont les travaux sont prévus en 2011. Pour la période 2010-2014, un nouveau programme portant sur le développement des ressources en eau est déjà conclu. Il sera décliné, dans le cadre de programmes annuels, sur divers projets axés sur l’eau en tant que source de vie et de développement économique et social.
- avec la ville de Mantes-la-Jolie. Initiée en 2002 avec la ville de Kanel, la coopération a permis la construction de la Case des tout-petits (CTP) de Kanel, la première du Sénégal.

Engagées depuis 2007, la région de Matam et la ville de Mantes-la-Jolie se sont inscrites dans un programme pour l'éducation.
Entre 2007 et 2009, en réponse à l'expression des besoins et des attentes villageoises, 11 écoles maternelles et élémentaires et 1 CTP ont été équipées en mobilier scolaire :
- - écoles maternelles : Kanel, Matam 1, Sinthiou Bamambé, N’Douloumadji Dembé, Matam 2 ;
  - écoles élémentaires : Dondou 1 et 2, Nguidjilone 1, Sada Ndiaye de Nguidjilone, Agnam Thiodaye 1 et 2 ;
  - CTP d’Agnam Civol.

Depuis 2011, en s'inscrivant dans le projet Sankoré, les deux collectivités ont poursuivi leur programme de coopération avec l’introduction et le développement des technologies de l'information et de la communication (TIC) dans les écoles, pour une éducation de qualité et une ouverture sur le Monde.
Ce projet vise à participer à la réduction de la fracture numérique grâce à l'introduction des technologies de l'information et de la communication (TIC) dans les programmes d’éducation formelle.
En 3 ans, 12 écoles, à raison de 2 classes par école, ont été équipées en tableaux numériques interactifs (TNI), et les enseignants bénéficiaires ont été formés à leur utilisation.
En complément et dans la perspective de la création de jumelages avec les écoles de Mantes-la-Jolie, le programme a également permis la création d’une Web radio – Blog et la mise en œuvre d’un programme d’E Learning.
- avec l'ONG Élevages sans frontières[10] : Il s'agit de 287 brebis qui ont produit 204 agneaux qui seront redistribués aux familles qui n’en ont pas eu au village de Faboli avec l'appui de la région Nord-Pas-de-Calais,
- avec l'ONG Le Partenariat[11]  adduction d'eau, la construction de latrines (sanitaires), de bornes-fontaines, de cantines scolaires et la réhabilitation de trois salles de classe, en partenariat avec la région Nord-Pas-de-Calais.

Ces partenariats ont permis certaines réalisations et d'autres sont en attente ou engagées (dont par exemple, avec une finalisation envisagée pour l'année 2011) le portail de la région et le programme d'aménagement des bassins versants de Bokiladji.